# Пони Сити (Небраска)
Пони Сити (енгл. Pawnee City) град је у америчкој савезној држави Небраска.

## Демографија
По попису из 2010. године број становника је 878, што је 155 (-15,0%) становника мање него 2000. године.
| Група             | 2000.         | 2010.       |
| Белци             | 1.021 (98,8%) | 836 (95,2%) |
| Афроамериканци    | 0 (0,0%)      | 2 (0,2%)    |
| Азијати           | 1 (0,1%)      | 2 (0,2%)    |
| Хиспаноамериканци | 7 (0,7%)      | 18 (2,1%)   |
| Укупно            | 1.033         | 878         |